# Josephine Veasey
Josephine Veasey   (Peckham, 10 de juliol de 1930 - Whitchurch, 22 de febrer de 2022) va ser una mezzosoprano britànica, particularment associada amb papers d'òperes de Wagner i Berlioz.

## Primers anys
Va néixer a Peckham. Va estudiar cant amb Audrey Langford i va esdevenir membre del cor del Royal Opera House de Londres el 1949. Va fer el seu debut com a solista el 5 de juliol de 1955 fent el paper del patge d'Herodies en l'òpera Salome de Richard Strauss, seguit del paper de Cherubino de Les noces de Fígaro de Mozart. Més tard va cantar els papers de Dorabella en Così fan tutte de Mozart, Marina en Borís Godunov de Mússorgski, Preziosilla en La forza del destino de Verdi, Eboli en Don Carlos de Verdi, Amneris en Aida de Verdi, i el rol principal de Carmen de Bizet, entre d'altres. Començant en 1957, va esdevenir una convidada habitual del Festival de Glyndebourne, fent una notable Charlotte en Werther de Massenet i una Octavian en Der Rosenkavalier de Richard Strauss.

## Carrera
Animada pel director d'orquestra Georg Solti, va començar a afegir papers d'òperes de Wagner al seu repertori, en particular Waltraute i Fricka de Die Walküre, el segon dels quals va enregistrar per a Deutsche Grammophon sota la batuta d'Herbert von Karajan. Altres rols importants van ser el principals de Tristan und Isolde, Venus en Tannhäuser, i Kundry en Parsifal. Amb l'ajuda del director Colin Davis, va esdevenir també una reconeguda intèrpret d'obres d'Hector Berlioz, cantant ambdós Didon i Cassandre en Les Troyens, i Marguerite en La Damnation de Faust, un paper que va enregistrar.
En l'escena internacional, va aparèixer a l'Òpera de París, al Festival d'Ais en Provença, a La Scala de Milà, a l'Òpera Estatal de Viena, al Festival de Salzburg, al Metropolitan Opera, i a l'Òpera de San Francisco. En 1962 va estrenar el paper d'Andromache en King Priam de Michael Tippett, i en 1976 va estrenar el paper de l'Emperador de We Come to the River d'Hans Werner Henze.
A Catalunya va cantar diverses vegades. En 1962 va participar en el Palau de la Música Catalana en l'audició de la Missa Solemnis de Beethoven, amb l'Orfeó Català, tots ells sota la direcció de Lluís Maria Millet. També en el Rèquiem de Verdi en març de 1964, en ocasió del concert número 1000 de l'Orfeó Català, amb els cantants Jacqueline Brumaire, Murray Dickie i Frederick Guthrie. En 1971 va fer el seu debut operístic al Gran Teatre del Liceu cantant el paper d'Orfeu de l'òpera Orfeu i Eurídice de Gluck. En 1979 va cantar al Palau de la Música el paper de Brangania de l'òpera Tristan und Isolde de Wagner, amb Jon Vickers, Kurt Moll, Roberta Knie, Enric Serra, Thomas Stewart, Dalmau González, la Coral Sant Jordi i la Coral Antics Escolans de Montserrat, i l'Orquestra Ciutat de Barcelona, tots sota la direcció de Franz-Paul Decker.
Tot i que mai va integrar al seu repertori el del bel canto, va enregistrar en 1966 el paper d'Agnese de Beatrice di Tenda, de Vincenzo Bellini, juntament amb Joan Sutherland i Luciano Pavarotti, amb la direcció de Richard Bonynge. També va aparèixer com Adalgisa en Norma de Bellini, amb Montserrar Caballé i Jon Vickers, en una famosa producció, enregistrada en vídeo, al Teatre romà d'Aurenja, França, en 1974.
Un dels seus papers més exitosos va ser la Charlotte del Werther de Massenet. Per sort Ràdio 3 de la BBC va emetre aquella òpera el 8 de juliol de 1979, immortalitzant la seva interpretació, que va ser una substitució d'últim moment de Teresa Berganza, malalta. Va compartir repertori amb Alfredo Kraus, en un dels rols d'excel·lència del tenor espanyol.
Va rebre també una unànime aclamació pel seu Dido en Dido and Aeneas de Henry Purcell, un paper que també va enregistrar amb Colin Davis i l'Academy of Saint Martin-in-the-fields.

## Jubilació
Veasey es va retirar dels escenaris el 1982. Es va encomiar en interpretar Herodias al Covent Garden, l'òpera amb què va començar la seva carrera de solista, Salome per Richard Strauss.
Va morir el 22 de febrer de 2022.

## Discografia (selecció)
| Any  | Títol                 | Compositor              | Intèrprets | Orquestra, cor i director                                                                      | Segell                                            |
| ---- | --------------------- | ----------------------- | --- | ---------------------------------------------------------------------------------------------- | ------------------------------------------------- |
| 1956 | Pénélope              | Gabriel Fauré           | Josephine Veasey, Ande Turp, Richard Van Allan | Enregistrat en directe Théâtre des Champs Elysées, París, Mario Rossi, 24 de maig de 1956      | MRF Records, Estats Units d'Amèrica MRF-148-S     |
| 1963 | Béatrice et Bénédict  | Hector Berlioz          | April Cantelo, Helen Watts, Josephine Veasey, Eric Shilling | London Symphony Orchestra Sir Colin Davis                                                      | L'Oiseau-Lyre, Regne Unit SOL 256-7               |
| 1964 | La flauta màgica      | Wolfgang Amadeus Mozart | Nicolai Gedda, Gundula Janowitz, Walter Berry, Gerhard Unger, Lucia Popp, Elisabeth Schwarzkopf, Christa Ludwig, Ruth-Margret Pütz, Marga Höffgen, Franz Crass, Gottlob Frick, Josephine Veasey                                      | London Philharmonic Orchestra, London Philharmonic Chorus, Otto Klemperer                      | Electrola, Alemanya STA 91 368/370                |
| 1966 | Beatrice di Tenda     | Vincenzo Bellini        | Josephine Veasey, Joseph Ward, Joan Sutherland, Cornelius Opthof, Luciano Pavarotti | London Symphony Orchestra, Ambrosian Opera Chorus, Richard Bonynge                             | Decca, Regne Unit SET 320-2                       |
| 1967 | Die Walküre           | Richard Wagner          | Régine Crespin, Gundula Janowitz, Josephine Veasey, Helga Jenckel, Barbro Erickson, Jon Vickers, Thomas Stewart, Martti Talvela, Liselotte Rebmann, Daniza Mastilovic, Carlotta Ordassy, Cvetka Ahlin, Lilo Brockhaus, Ingrid Steger | Orquestra Filharmònica de Berlín, Herbert von Karajan                                          | Deutsche Grammophon, Alemanya, SLPM 139 229 / 233 |
| 1970 | Les troyens           | Hector Berlioz          | Jon Vickers, Josephine Veasey, Berit Lindholm | Orquestra i Cor del Royal Opera House Sir Colin Davis                                          | Philips, Països Baixos, 6709 002                  |
| 1970 | Dido and Aeneas       | Henry Purcell           | Josephine Veasey, Elizabeth Bainbridge, Helen Donath, Frank Patterson, John Shirley-Quirk | Academy of St Martin in the Fields, Sir Colin Davis                                            | Philips, Països Baixos, 6500 131                  |
| 1970 | Rèquiem               | Giuseppe Verdi          | Martina Arroyo, Josephine Veasey, Plácido Domingo, Ruggero Raimondi | London Symphony Orchestra i Cor, Leonard Bernstein                                             | Columbia Masterworks, EUA, M2 30060               |
| 1970 | Les nuits d'été       | Hector Berlioz          | Sheila Armstrong, Josephine Veasey, Frank Patterson, John Shirley-Quirk | London Symphony Orchestra Sir Colin Davis                                                      | Philips, Països Baixos, 6500 009                  |
| 1970 | Simfonia núm. 9       | Ludwig van Beethoven    | Jane Marsh, Josephine Veasey, Plácido Domingo, Sherrill Milnes | Boston Symphony Orchestra, Chorus Pro Musica, New England Conservatory Chorus, Erich Leinsdorf | RCA, EUA, LSC 20130                               |
| 1973 | La Damnation de Faust | Hector Berlioz          | Josephine Veasey, Nicolai Gedda, Jules Bastin, Richard Van Allan | London Symphony Orchestra Sir Colin Davis                                                      | Philips, Països Baixos, 6703 042                  |
| 1975 | Rèquiem               | Giuseppe Verdi          | Heather Harper, Josephine Veasey, Hans Sotin, Carlo Bini | Royal Philharmonic Orchestra, London Philharmonic Choir, Carlos Païta                          | Phase 4 Stereo, EUA, SPC-21140/1                  |
| 1980 | Hamlet                | Ambroise Thomas         | Thomas Allen, Christine Barbaux, Josephine Veasey, Paul Hudson | Manchester Camerata, Buxton Festival Chorus, Anthony Hose                                      | MRF Records, EUA, MRF-169-S                       |
| 1980 | Cléopâtre / Herminie  | Hector Berlioz          | Janet Baker, Josephine Veasey, Sheila Armstrong, Frank Patterson, John Shirley-Quirk | London Symphony Orchestra, Sir Colin Davis                                                     | Philips, Països Baixos, 9500 683                  |